# Claudia Williams
Claudia Williams (* 29. Februar 1996 in Wellington) ist eine ehemalige neuseeländische Tennisspielerin.

## Karriere
Williams begann im Alter von fünf Jahren mit dem Tennissport. Ihr erstes Profiturnier spielte sie im Februar 2012 in Wellington. Nach dem Halbfinaleinzug im Juni 2014 wurde sie erstmals in der Einzelweltrangliste geführt.
Ihr erstes Turnier auf der WTA Tour bestritt sie Anfang 2013, wo sie eine Wildcard für die Qualifikation zu den ASB Classic erhielt. Sie scheiterte aber bereits in der ersten Runde an der Kanadierin Stéphanie Dubois mit 0:6 und 1:6. Auch für den Doppelwettbewerb hatte sie mit ihrer Partnerin Paige Mary Hourigan eine Wildcard erhalten, die beiden unterlagen aber bereits in der ersten Runde des Hauptfeldes der Paarung Marina Eraković und Heather Watson mit 0:6 und 1:6.
2014 gewann Williams an der Seite der Australierin Abbie Myers den Doppelwettbewerb im ägyptischen Scharm asch-Schaich, wo sie die Paarung Britt Geukens und Jasmin Ladurner im Finale knapp mit 6:0, 4:6 und [10:5] bezwingen konnten.
2017 erhielt sie abermals eine Wildcard für die Qualifikation im Einzel zu den ASB Classic, scheiterte dort aber wiederum in der ersten Runde an ihrer Landsfrau Joanna Carswell.
Ihr bislang letztes internationale Turnier spielte Williams im November 2018. Sie wird daher nicht mehr in der Weltrangliste geführt.

## Turniersiege

### Doppel
| Nr. | Datum           | Turnier             | Kategorie  | Belag     | Partnerin   | Finalgegnerinnen              | Ergebnis         |
| --- | --------------- | ------------------- | ---------- | --------- | ----------- | ----------------------------- | ---------------- |
| 1.  | 24. August 2014 | Scharm asch-Schaich | ITF 10.000 | Hartplatz | Abbie Myers | Britt Geukens Jasmin Ladurner | 6:0, 4:6, [10:5] |